# Europees kampioenschap voetbal vrouwen onder 19 - 2007
Het Europees kampioenschap voetbal vrouwen onder 19 van 2007 (kortweg: EK voetbal vrouwen -19) was de 10e editie van het Europees kampioenschap voetbal vrouwe onder 19 en is bedoeld voor speelsters die op of na 1 januari 1988 geboren zijn. Ondanks de leeftijdgrens van 19 jaar mogen ook spelers van 20 jaar meespelen omdat de leeftijdsgrens alleen bij het begin van de kwalificatie voor het EK geldt. Het toernooi zal worden gespeeld in IJsland en begint op woensdag 18 juli en eindigt op zondag 29 juli.

## Geplaatste teams
De volgende landen hebben zich geplaatst voor de eindronde:
- IJsland
- Noorwegen
- Denemarken
- Duitsland
- Polen
- Engeland
- Spanje
- Frankrijk

## Stadions
| Stadion          | Plaats    |
| ---------------- | --------- |
| Laugardalsvöllur | Reykjavik |
| Víkingsvöllur    | Reykjavik |
| KR-völlur        | Reykjavik |
| Fylkisvöllur     | Reykjavik |
| Akranesvöllur    | Reykjavik |
| Kópavogsvöllur   | Reykjavik |

## Groepsfase
Op woensdag 23 mei werd er in Reykjavik geloot voor het eindtoernooi.

### Groep A
| Land          | Wed | Win | Gel | Ver | DS | Pnt |
| ------------- | --- | --- | --- | --- | -- | --- |
| 1. Duitsland  | 3   | 3   | 0   | 0   | +5 | 9   |
| 2. Noorwegen  | 3   | 2   | 0   | 1   | +4 | 6   |
| 3. Denemarken | 3   | 1   | 0   | 1   | -1 | 3   |
| 4. IJsland    | 3   | 0   | 0   | 3   | -8 | 0   |

#### Programma
| Datum                    | Wedstrijd              | Locatie           | Resultaat |
| ------------------------ | ---------------------- | ----------------- | --------- |
| 18 juli 2007 (18.00 CET) | Denemarken - Duitsland | Víkingsvöllur     | 0-1       |
| 18 juli 2007 (21.15 CET) | IJsland - Noorwegen    | Laugardalsvöllur  | 0-5       |
| 20 juli 2007 (18.00 CET) | Noorwegen - Duitsland  | Fylkisvöllur      | 0-2       |
| 20 juli 2007 (21.15 CET) | IJsland - Denemarken   | Kopavogsvöllur    | 1-2       |
| 23 juli 2007 (18.00 CET) | Duitsland - IJsland    | Grindavíkurvöllur | 4-2       |
| 23 juli 2007 (18.00 CET) | Noorwegen - Denemarken | Akranesvöllur     | 2-1       |

### Groep B
| Land         | Wed | Win | Gel | Ver | DS | Pnt |
| ------------ | --- | --- | --- | --- | -- | --- |
| 1. Engeland  | 3   | 2   | 1   | 0   | +3 | 7   |
| 2. Frankrijk | 3   | 2   | 0   | 1   | +3 | 6   |
| 3. Spanje    | 3   | 1   | 0   | 2   | 0  | 3   |
| 4. Polen     | 3   | 0   | 1   | 2   | -6 | 1   |

#### Programma
| Datum                    | Wedstrijd            | Locatie           | Resultaat |
| ------------------------ | -------------------- | ----------------- | --------- |
| 18 juli 2007 (18.00 CET) | Polen - Engeland     | Fylkisvöllur      | 1-1       |
| 18 juli 2007 (18.00 CET) | Spanje - Frankrijk   | Kopavogsvöllur    | 0-1       |
| 20 juli 2007 (18.00 CET) | Polen - Spanje       | Grindavíkurvöllur | 0-2       |
| 20 juli 2007 (18.00 CET) | Engeland - Frankrijk | Akranesvöllur     | 3-1       |
| 23 juli 2007 (18.00 CET) | Frankrijk - Polen    | Grindavíkurvöllur | 4-0       |
| 23 juli 2007 (18.00 CET) | Engeland - Spanje    | Akranesvöllur     | 1-0       |

## Halve finale
| Datum                    | Wedstrijd             | Locatie          | Resultaat         |
| ------------------------ | --------------------- | ---------------- | ----------------- |
| 26 juli 2007 (18.00 CET) | Duitsland - Frankrijk | Laugardalsvöllur | 4-2 na verlenging |
| 26 juli 2007 (21.00 CET) | Engeland - Noorwegen  | KR-völlur        | 3-0               |

## Finale
| Datum                    | Wedstrijd            | Locatie          | Resultaat         |
| ------------------------ | -------------------- | ---------------- | ----------------- |
| 29 juli 2007 (16.00 CET) | Duitsland - Engeland | Laugardalsvöllur | 2-0 na verlenging |

## Prijzen
| winnaars Europese kampioenschap voetbal onder 19 jaar vrouwen 2006 |
| ------------------------------------------------------------------ |
| Duitsland Vijfde Titel                                             |

1998 · 
Zweden 1999 · 
Frankrijk 2000 · 
Noorwegen 2001 · 
Zweden 2002 · 
Duitsland 2003 · 
Finland 2004 · 
Hongarije 2005 · 
Zwitserland 2006 · 
IJsland 2007 · 
Frankrijk 2008 · 
Wit-Rusland 2009 · 
Macedonië 2010 · 
Italië 2011 · 
Turkije 2012 · 
Wales 2013 ·
Noorwegen 2014 ·
Israël 2015 ·
Slowakije 2016 ·
Noord-Ierland 2017 ·
Zwitserland 2018 ·
Schotland 2019 ·
Georgië 2020·
Wit-Rusland 2021 ·
Tsjechië 2022 ·
België 2023 ·
Litouwen 2024 ·
Wit-Rusland 2025 ·